# Бутримонис
Бутримо́нис (лит. Butrimonys; до 1917 Бутрыма́нцы) — местечко в Алитусском районе Литвы, центр Бутримонского староства. Население (по данным переписи 2011 года) — 941 человек.

## История
Поселение формировалось у важного тракта Вильнюс — Пуня в XIV—XV веках. Вероятно, при князе Витовте здесь и в окрестностях обосновались татары. Не позднее 1744 года построен первый католический храм. В 1782 году Бутрыманцы назывались городом.

### Массовое убийство евреев
9 сентября 1941 года, вскоре после нападения нацистской Германии на Советский Союз, еврейское население Бутримониса было полностью уничтожено Третьей оперативной группой айнзатцгруппы A при участии литовских полицейских: евреев согнали на окраину, выстроили в ряд вдоль общей могилы и расстреляли из пулемётов. Согласно отчёту начальника Третьей опергруппы Карла Егера, в течение одного дня было убито 740 евреев — 67 мужчин, 370 женщин и 303 ребёнка.
Письмо-завещание с подробным описанием бутримонисского геноцида, оставленное местным евреем Хоне Боярским (чудом спасшимся от расстрела вместе с сыном, но позднее найденным и убитым нацистами), было случайно обнаружено аспирантом-историком в архивах национального мемориала Катастрофы и Героизма Яд ва-Шем в Иерусалиме.

## Инфраструктура
Имеются почтовое отделение, амбулатория, гимназия (в 1864—1940 годах начальная школа, в 1940—1948 прогимназия, в 1948—2010 годах средняя школа, детский сад; неоготический костёл Спасителя (1906—1926, архитектор Антон Филипович-Дубовик).
В застройке преобладает одноэтажные дома конца XIX — начала XX веков. В старой части, сформировавшейся ещё до конца XVIII века, сохранилась сеть улиц и треугольная площадь на пересечении трёх основных улиц.

## Известные уроженцы
Бутрыманцы — родина выдающегося американского искусствоведа Бернарда Беренсона (1865—1959) и его сестры — американского спортивного теоретика и педагога, создательницы женского баскетбола Сенды Беренсон Эбботт (1868—1954).